# Erbe des Henkers
Erbe des Henkers (Originaltitel Moonrise) ist ein in Schwarzweiß gedrehter US-amerikanischer Film noir unter der Regie von Frank Borzage. Dane Clark und Gail Russell spielen die Hauptrollen in dieser Kriminalgeschichte nach Theodore Strauss’ Roman Moonrise. Der Film war bei seiner Veröffentlichung sowohl kommerziell als auch unter Kritikern ein Misserfolg, hat allerdings in den vergangenen Jahrzehnten zunehmend an Renommee gewonnen.

## Handlung
In den ländlichen Südstaaten: Der Waisenjunge Danny wächst in einer Kleinstadt als Außenseiter auf, da ihm nur wegen seiner Herkunft Vorurteile und Hass entgegenschlagen: Sein Vater hatte einst den Arzt getötet, der durch fahrlässiges Handeln den Tod von Dannys Mutter verschuldet hatte. Er wurde daraufhin zum Tode verurteilt und gehängt.
Eines Abends besucht der inzwischen erwachsene Danny ein Tanzlokal. Dort sind auch Gilly, seine große Liebe, und der Bankierssohn Jerry Sykes. Später am Abend wird Danny wieder einmal von Jerry damit aufgezogen, dass sein Vater ein hingerichteter Mörder ist. Im Laufe des Gesprächs kommt es zwischen den beiden Männern auch zu einer Auseinandersetzung wegen Gilly. Da Danny schon sein ganzes Leben mit der Schuld seines Vaters konfrontiert und abfällig behandelt wird, verliert er während der heftigen Prügelei die Kontrolle und erschlägt Jerry mit einem Stein. Als er realisiert, was er da getan hat, versucht er die Tat zu vertuschen, was ihm zunächst auch gelingt. Sein Gewissen allerdings lässt sich nicht beruhigen und so baut er in seinem aufgewühlten Zustand einen Autounfall. Selbst in Gillys Armen, mit der er inzwischen zusammen ist, findet er kein Vergessen.
Als Danny eines Tages seinen dunkelhäutigen Freund Mose Johnson in seiner Hütte am Waldrand besucht und mitbekommt, wie wilde Hunde einen Waschbären jagen und töten, befürchtet er, dass die von ihm im Wald vergrabene Leiche von Jerry gefunden und mit ihm in Verbindung gebracht werden könnte. Siedend heiß fällt ihm wieder ein, dass er in der fraglichen Nacht sein Taschenmesser verloren hatte, kurz nachdem er Jerry getötet hatte. Als Gilly Danny dann auch noch damit konfrontiert, dass sie sich sorge, was mit Jerry los sei, da man nichts mehr von ihm höre und sehe, nimmt seine Angst weiter zu. Und dann findet Mose tatsächlich Jerrys sich schon zersetzenden Körper. Sheriff Clem Otis wird benachrichtigt und Jerrys Leiche kommt in die Gerichtsmedizin zur Untersuchung. Zunächst rückt Danny allerdings nicht in den Fokus der Ermittlungen: So hatte der Getötete 2.000 US-Dollar aus der Kasse seines Vaters unterschlagen und schuldete Ken Williams, dem Sänger der Tanzsaal-Band, Geld. Sheriff Otis will von seinem Freund Danny wissen, ob er gesehen habe, wann Ken den Musikpavillon während oder nach der Tanzveranstaltung verlassen habe. Das müsse die Nacht sein, in der Jerry getötet worden sei. Danny meint, er habe nichts gesehen.
Eines Abends besuchen Danny und Gilly einen Jahrmarkt, womit sie ihre zuvor geheim gehaltene Beziehung öffentlich machen. Einige Dorfbewohner sind empört, dass Gilly so kurz nach dem Mord an ihrem Freund Jerry schon wieder einen neuen Freund hat. Auch der Sheriff wird argwöhnisch, zumal er mitbekommt, dass der taubstumme, behinderte Billy das verloren gegangene Taschenmesser von Danny nicht weit von der Stelle, wo Jerry getötet wurde, gefunden hat. Als Danny und Gillys ins Riesenrad auf dem Jahrmarkt klettern, sieht er zu seinem Unbehagen, dass Otis und seine Frau das Riesenrad ebenfalls besteigen und reagiert so panisch, dass er aus dem Riesenrad springt und sich am Bein verletzt. Der bewusstlose Danny wird zu seinem Freund Mose gebracht, wo er sich erholen soll. Mose deutet ihm an, dass er schon lange seine Schuld an Jerrys Tod geahnt habe, und legt ihm nahe, sich der Polizei zu stellen. In seiner zunehmenden Panik sucht Danny den taubstummen Billy auf, um an das belastende Taschenmesser zu kommen. In einem Anfall von Zorn erwürgt er Billy fast.
Inzwischen suchen Sheriff Otis und seine Männer im Sumpfgebiet nach Danny. Otis hatte vergeblich über Gilly versucht zu erfahren, wo er sich aufhalten könne. Sowohl Gilly als auch Otis hoffen, dass sich Danny freiwillig stellt, da sich das vor Gericht mildernd auswirken würde und ihm die Chance auf eine glückliche Zukunft lassen könnte. Danny ist inzwischen in das abgelegene Haus seiner Großmutter geflüchtet. Ein Gespräch mit der alten Frau und ein Besuch am Grab der Eltern machen Danny klar, dass er vor seiner Verantwortung nicht davonlaufen kann. Unterwegs zum Sheriff trifft er diesen auf der Suche nach ihm und versichert ihm glaubhaft, dass er eingesehen habe, dass er für seine Tat geradestehen müsse. Sheriff Otis verzichtet daraufhin auf Handschellen und gemeinsam begeben sie sich zum Gefängnis.

## Produktion

### Dreharbeiten, Soundtrack
Die Dreharbeiten begannen Ende Dezember 1947 und dauerten bis Ende Januar 1948.
- The Moonrise Song (It Just Dawned On Me) von Harry Tobias (Text) und William Lava (Musik)
  - Vortrag: David Street
- Lonesome von Theodore Strauss (Text) und William Lava (Musik)
  - Vortrag: Rex Ingram
- I’ll Be Home for Christmas von Walter Kent (Musik) und Kim Gannon (Text)
  - Vortrag: The Platters

### Hintergrund
Theodore Strauss’ Geschichte erschien erstmals, bevor sie in Buchform veröffentlicht wurde, in den Monaten August und September 1946 in der Cosmopolitan. Am 6. November 1946 berichtete die Los Angeles Times, dass Garson Kanin vorhatte, die Geschichte für eine Verfilmung mit John Garfield zu kaufen und dass es ein weiteres Angebot von John Farrow gab, der einen Film mit Alan Ladd produzieren wollte. Auch Burt Lancaster soll für die männliche Hauptrolle vorgesehen gewesen sein. Im Februar 1947 war die Rede davon, dass James Stewart den männlichen Hauptpart übernehmen sollte. The Hollywood Reporter berichtete dann am 15. Oktober 1947, dass die Republic Studios die Rechte an dem Roman erworben und Frank Borzage mit der Regie betraut hätten. Republic Pictures Spezialität war es seinerzeit Low-Budget-Filme zu produzieren. Die Herstellungskosten für Moonrise lagen bei knapp 850.000 US-Dollar, was ein ungewöhnlich hohes Budget darstellte, da das Budget für Filme des Studios gewöhnlich bei 50.000 US-Dollar lag. Lillian Gish, die eine Rolle übernehmen sollte, lehnte jedoch ab.
Unter den Filmen, die Frank Borzage im späteren Abschnitt seiner Karriere gedreht hatte, wird Moonrise von einigen Kinoexperten als Borzages spätes Meisterwerk betrachtet. Der Film hebe sich von jedem anderen amerikanischen Film in den 1940er-Jahren ab und sei in Ton und Stimmung dem poetischen Realismus im französischen Kino der 1930er-Jahre näher, wie zum Beispiel Julien Duviviers Pépé le Moko  (1937) oder Marcel Carnés Hafen im Nebel (1938). Moonrise war seinerzeit ein kommerzieller Misserfolg, der nur wenige Zuschauer in seinen Bann zog. Um Geld einzusparen, verzichtete Borzage auf Außenaufnahmen, was dem Film eine künstlich stark stilisierte Atmosphäre verlieh, der Rolle des Danny aber auch eine fast fieberhaft klaustrophobische Traumintensität gab, die als Erweiterung von Dannys Sicht auf die Welt, sein Grübeln in der Dunkelheit, beginnt und schließlich im Dämmerlicht endet. Charles Laughtons Film The Night of the Hunter (1955) ist in den Alptraum-Sequenzen mit Moonrise vergleichbar und wurde von der Öffentlichkeit ähnlich ignoriert wie Moonrise. Moonrise kam beim amerikanischen Publikum nicht an, weil der Film eher Gemeinsamkeiten mit dem europäischen Kunstfilm hatte, womit das Publikum seinerzeit nicht so recht etwas anfangen konnte. Allein die Anfangssequenz des Films verlangte dem Publikum einiges ab, da die ersten 15 Minuten ohne nennenswerten Dialog und nur mit Toneffekten abliefen und eher an einen Stummfilm erinnerten.
Für Borzage war dieser Film ein Wendepunkt in seiner Karriere, er entfremdete sich von Hollywood und kämpfte gegen ein Alkoholproblem an. Erst 1955 begann er wieder zu arbeiten, erst einmal fürs Fernsehen, drehte dann aber auch drei weitere Filme, bevor er 1962 starb. Heute genießt Moonrise aufgrund seiner häufig auf Revival-Festivals vorgenommenen Wiederaufführung einen guten Ruf. Das Publikum weiß die Vorzüge des Films zu schätzen. Neben Borzages kunstvollem Handwerk wird auch John L. Russells Kameraarbeit in dem Schwarzweißfilm honoriert. Auch das poetische Drehbuch von Charles F. Haas kann heute beeindrucken, ebenso wie die Darstellungen von Dane Clark, Gail Russell, Ethel Barrymore und Harry Morgan (als Taubstummer) sowie Rex Ingram, der in einer – damals eine Seltenheit – nicht stereotypen Rolle als afro-amerikanischer Schauspieler eingesetzt wird.

### Veröffentlichung
Der Film hatte in den USA am 2. April 1948 Premiere. In Los Angeles wurde er erstmals am 9. September 1948 veröffentlicht, am 1. Oktober 1948 lief er dann allgemein in den Vereinigten Staaten an. Der komplette Titel des Films lautet Frank Borzage’s Moonrise. Ebenfalls im Jahr 1948 wurde er im Vereinigten Königreich, in Belgien, in Algerien und im Überseedépartement Réunion, 1949 in Mexiko und Finnland, 1950 in Australien, Südafrika (Johannesburg) und Frankreich, limitiert im Jahr 1951 auch in Italien und 1953 in Portugal veröffentlicht. Am 2. September 2006 wurde er auf dem Cinecon Film Festifal in den USA vorgestellt, am 13. Oktober 2019 auf dem 4K restoration Grand Lyon Film Festival und am 27. November 2019 auf dem re-release 4 K restoration Festival. Veröffentlicht wurde er zudem in Brasilien, Kanada, Ungarn, Rumänien und in der Sowjetunion.
In der Bundesrepublik Deutschland kam der Film am 16. Dezember 1951 in die Kinos. In Österreich startete er bereits am 20. Juli 1951 unter dem Titel Das Erbe des Henkers. Das Label Lotus Feet Films veröffentlichte den Film am 4. Mai 2018 innerhalb einer Edgar Wallace präsentiert-Reihe auf DVD. Eine weitere DVD-Veröffentlichung erfolgte am 11. März 2021 durch das Label Savoy Film innerhalb von Edgar Wallace: Die große Klassiker Box neben sieben weiteren Filmen. Obwohl es durch diese Veröffentlichungen suggeriert wird, steht Edgar Wallace in keiner Verbindung zum Film Erbe des Henkers.

## Kritik
Die zeitgenössischen Kritiken waren nur durchwachsen und sahen den Film oft als sentimental oder anachronistisch in seinen Anlehnungen an den Stummfilm an. Die Los Angeles Times meinte, dass einige Szenen, die als Schlüsselszenen gedacht seien, „eher lächerlich daherkämen“. Der Kritiker der New York Times war der Ansicht, dass dies eine „schwermütige Geschichte mit farblos bleibenden Menschen“ sei und stellte die alte Frage, welches Medium eine Geschichte besser erzählen könne. In diesem Fall sei das „Buch das bessere Mittel“. The Washington Post warf dem Film gar Anmaßung vor und meinte, was die Sache noch schlimmer mache, sei die Tatsache, dass die Republic Studios gar „der Auffassung“ seien, mit Moonrise „ein Kunstwerk“ entwickelt zu haben. Daily Variety hingegen war der Ansicht, dass der Film einer der besten sei, die je von Republic Pictures produziert worden seien, für Zuschauer, die solche Geschichten mögen würden, sei der Film ein Gewinn.
Das Lexikon des internationalen Films kam zu dem Ergebnis: „Melodramatischer Kriminalfilm um Gewissensnot, Furcht vor erblicher Belastung und soziale Verhältnisse; solide inszeniert und gespielt.“
Der Kritiker Dave Kehr kam zu dem Ergebnis: Nachdem Moonrise rund ein halbes Jahrhundert eher in Vergessenheit geraten sei, sei der Film ab den 1990er-Jahren vermehrt wiederentdeckt worden und werde heute oft als Borzages „finales Meisterwerk“ betrachtet. Für Kehr ist der Film untypisch für Borzage in seinem „reichen und elaborierten expressionistischen Stil; mit seinen Schatten und spannungsgeladenen Bildern erinnere er an keinen anderen Film im Borzage-Kanon.“ Im Gegensatz zu seinen früheren Filmen würden Borzages junge Liebhaber nicht von sozialen, sondern mehr von psychologischen Konflikten heimgesucht werden. Dennoch bleibt laut Kehr das für Borzage typische Thema der Transzendenz erkennbar. Der Filmhistoriker Philip Kemp schrieb im Jahr 2018, dass zeitgenössische Kritiken den Film möglicherweise besser bewertet hätten, wenn die Hauptfigur den damals typischen Noir-Konventionen entsprechend am Filmende einen gewaltsamen Tod gefunden hätte. Borzage zeichne mithilfe von Mise en Scènes und Schattenspielen ein Bild von Dannys Gefühlzuständen und der Klaustrophobie der engstirnigen Kleinstadt, die gelegentlich auch humorvoll-satirisch aufs Korn genommen werde.

## Auszeichnungen
Für die Oscarverleihung 1949 waren Earl Crain Sr. und Howard Wilson in der Kategorie „Bester Ton“ für den Oscar nominiert, konnten sich jedoch gegenüber Harry M. Leonard und Arthur von Kirbach, die die Trophäe für die Literaturverfilmung Die Schlangengrube (The Snake Pit) erhielten, nicht durchsetzen.